# Peperomia hobbitoides
Peperomia hobbitoides är en pepparväxtart som beskrevs av T.Wendt. Peperomia hobbitoides ingår i släktet peperomior, och familjen pepparväxter. Inga underarter finns listade i Catalogue of Life.